# Chad en los Juegos Olímpicos de Sídney 2000
Chad estuvo representado en los Juegos Olímpicos de Sídney 2000 por dos deportistas, un hombre y una mujer, que compitieron en atletismo.
El portador de la bandera en la ceremonia de apertura fue el atleta Gana Abba Kimet. El equipo olímpico chadiano no obtuvo ninguna medalla en estos Juegos.